# Hofstetten (Gemünden am Main)

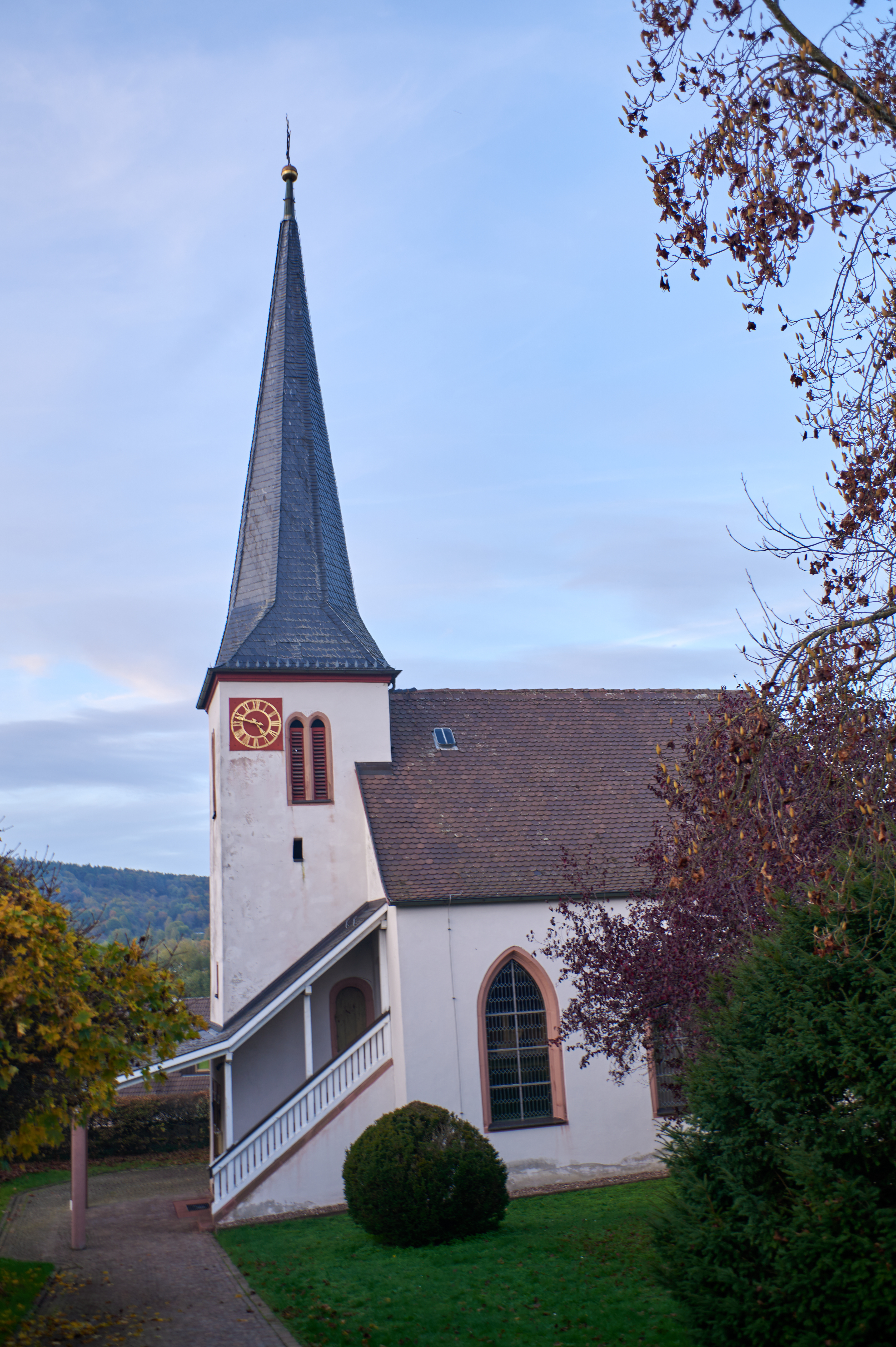
Katholische Pfarrkirche St. Michael in Hofstetten

Hofstetten ist ein Gemeindeteil der Stadt Gemünden am Main im unterfränkischen Landkreis Main-Spessart in Bayern.
Das Pfarrdorf liegt am  linken Ufer des Mains am Rande des Spessarts und hat etwa 430 Einwohner. Er wurde am 1. Januar 1971 eingemeindet. Durch Hofstetten verlaufen die Kreisstraße MSP 11 und der Fränkische Marienweg.
In Hofstetten gibt es einige kleine Gewerbebetriebe, einen Kindergarten sowie diverse Ortsvereine (Sportverein ASV Hofstetten, Freiwillige Feuerwehr Hofstetten, Obst- und Gartenbauverein Hofstetten, Kindergartenverein Hofstetten, Blaskapelle Hofstetten), die das Ortsleben entscheidend mitgestalten.
Über die Ortsgrenzen hinaus bekannt ist Hofstetten durch den Campingplatz Schönrain, der viele Besucher nicht nur aus der Region Frankfurt/Hanau anzieht.
„Vor einer zahllosen Menschenmenge“ wurde am 2. November 1850 in Würzburg der 30-jährige Raubmörder Heinrich Schuhmann aus Hofstetten mit dem Schwert enthauptet.